# Dimos Vrilissia
Dimos Vrilissia (Vrilissia) är en kommun i Grekland.   Den ligger i prefekturen Nomarchía Athínas och regionen Attika, i den sydöstra delen av landet, 12 km nordost om huvudstaden Aten. Antalet invånare är 30 741.